# 盧浩華
盧浩華（2000年9月13日—）是臺灣田徑運動員，主攻短跑，曾奪得2017年世界U18田徑錦標賽男子110公尺跨欄亞軍和2017年亞洲青少年田徑錦標賽男子110公尺跨欄冠軍。

## 外部連結
- 盧浩華在的頁面